# Ambasciata d'Italia ad Asmara

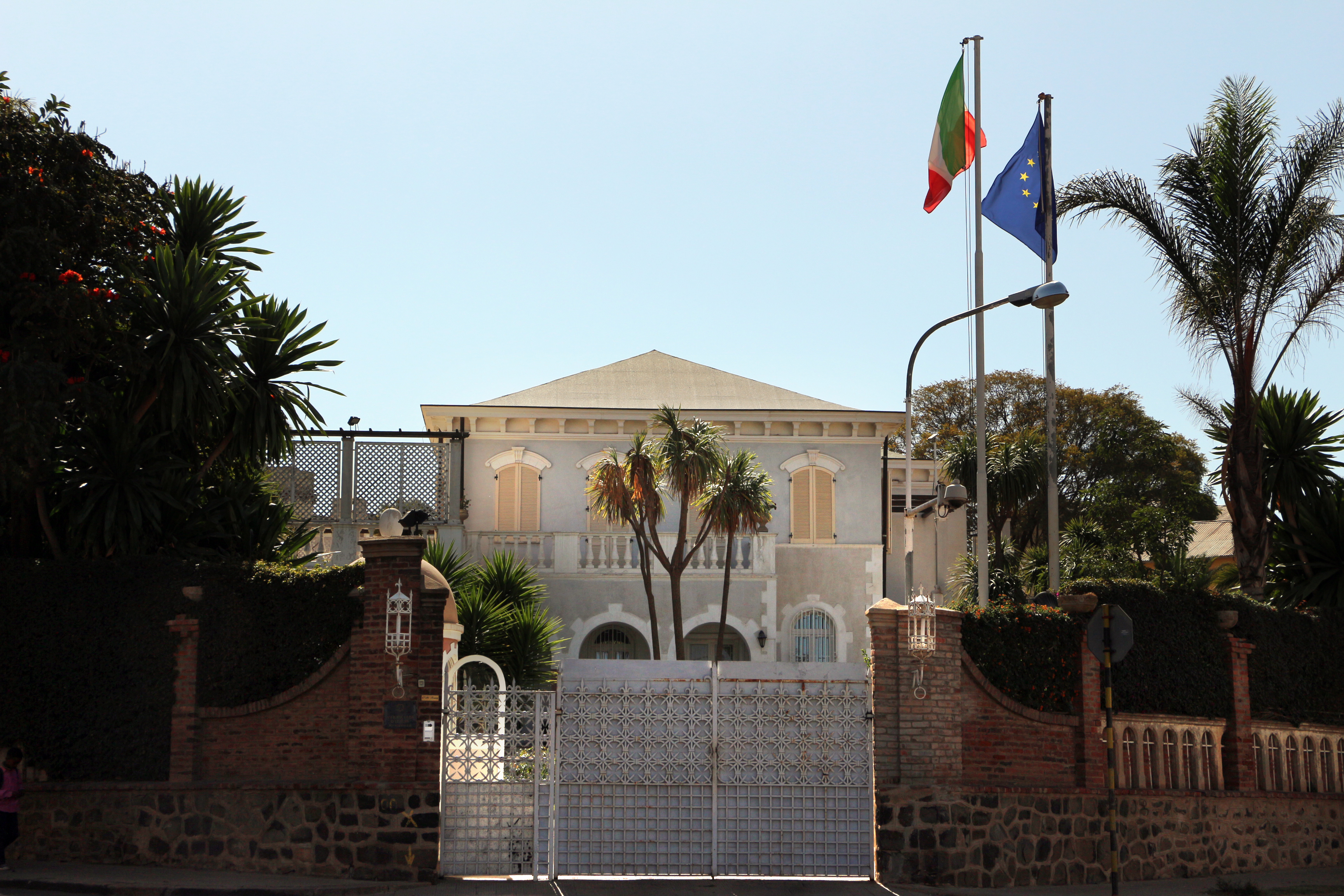
Villa Roma, residenza dell'ambasciatore

L'ambasciata d'Italia ad Asmara è la missione diplomatica della Repubblica Italiana presso l'Eritrea.
Dopo la Seconda Guerra Mondiale ad Asmara fu istituito un Consolato Generale dipendente dall’Ambasciata d'Italia ad Addis Abeba. Con l’indipendenza dell’Eritrea del 1993, al posto del Consolato è stata aperta l'ambasciata.